# Finnur Jónsson (biskop)
Finnur Jónsson (latin Finnus Johannæus), född den 16 januari 1704, död den 23 juli 1789, var en isländsk kyrkohistoriker, far till Hannes Finnsson.
Finnur Jónsson var son till den lärde prästen Jón Halldórsson, efter vilken han ärvde många uppteckningar angående abbotar och biskopar på Island. År 1723 blev han student vid Köpenhamns universitet, där han biträdde Arne Magnusson och tog teologie kandidatexamen 1728. 
Till Island återvände han 1729, blev präst i Reykholt 1732 samt prost i Borgarfjords prosteri och utnämndes 1754 till biskop i Skálholts stift. 1774 blev han teologie hedersdoktor. Jónsson har av eftervärlden setts som en av Islands mest upplysta och verksamma biskopar. 
Finnur Jónssons förnämsta verk, Historia ecclesiastica Islandiæ (omfattande tiden till 1740; 4 delar, 1772-78), var länge det yppersta kyrkohistoriska arbetet i Norden; det omfattar även Islands politiska och litterära historia ända från landets första bebyggande.